# RadioShack

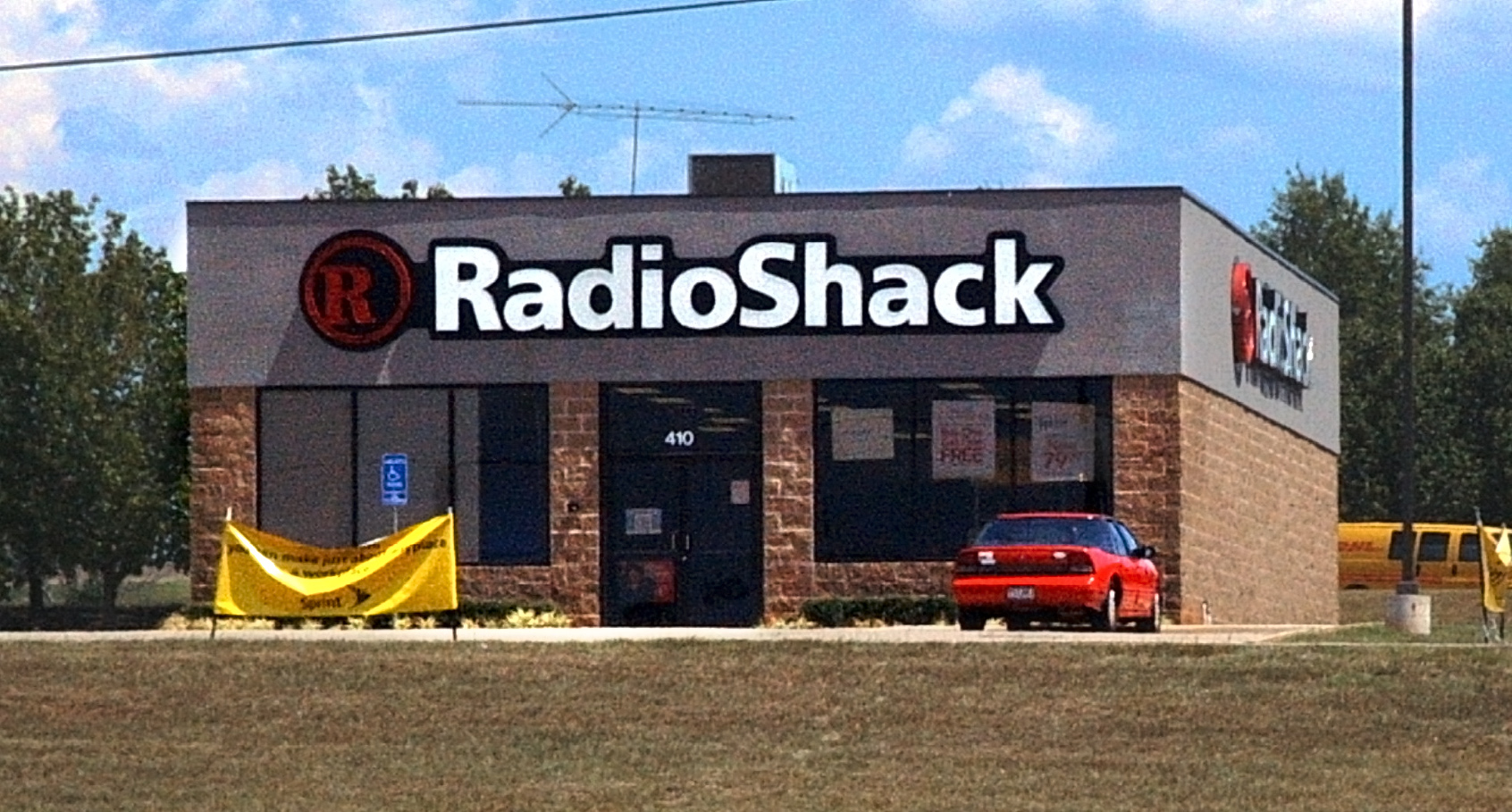
Een winkel in de Verenigde Staten

RadioShack is een Amerikaanse keten van consumentenelektronica met hoofdzetel in Fort Worth, Texas.

## Geschiedenis
RadioShack werd in 1921 opgericht door de gebroeders Theodore en Milton Deutschmann, die in Boston startten met een eerste winkel en een postorderbedrijf van radio's.
In 1963 werd het overgenomen door Tandy (Technology and You), een bedrijf dat in 1919 werd opgericht door Norton Hinckley and Dave L. Tandy (1889-1966). Tandy was aanvankelijk gespecialiseerd in de verwerking van schoenleder, maar koos na de overname voor de elektronica. In 1977 lanceerde het zijn eigen computer TRS-80, in die pionierstijd werden er 200.000 van verkocht.
Vanaf de jaren zeventig had de keten ook elektronicawinkels in Europa onder de naam Tandy. De winkels in Nederland werden begin jaren negentig gesloten. In België sloot de laatste Tandywinkel in 2011 zijn deuren.
Vanaf 2000 ging het gefuseerde bedrijf verder onder de naam RadioShack. In de 4.400 winkels werken 35.000 personen, de omzet bedroeg in 2008 $ 4,81 miljard (€ 3,38 miljard) en men telde 30 miljoen klanten.
Vanwege aanhoudende verliescijfers overwoog RadioShack in 2014 om 1.100 van zijn vestigingen in de VS te sluiten, in de hoop op deze wijze het tij te kunnen keren.

## Sponsoring
In 2009 werd RadioShack hoofdsponsor van een nieuwe wielerploeg rond Lance Armstrong. Daarnaast was het bedrijf sponsor in de NASCAR-autoraces en eerder ook in het basketbal.